# Andrew Capobianco
Andrew Capobianco (ur. 13 października 1999 w Mineoli) – amerykański skoczek do wody, wicemistrz olimpijski z Tokio 2020, olimpijczyk z Paryża 2024, brązowy medalista igrzysk panamerykańskich.
Początkowo trenował gimnastykę artystyczną, w której odnosił sukcesy na poziomie krajowym w niższych kategoriach wiekowych. Od 2011 trenuje skoki do wody.

## Udział w zawodach międzynarodowych
| Impreza                       | Rok  | Miejsce   | Konkurencja                            | Wynik  | Wynik   |
| Impreza                       | Rok  | Miejsce   | Konkurencja                            | Punkty | Miejsce |
| ----------------------------- | ---- | --------- | -------------------------------------- | ------ | ------- |
| Igrzyska olimpijskie          | 2020 | Tokio     | trampolina 3 m indywidualnie           | 401.70 | 10.     |
| Igrzyska olimpijskie          | 2020 | Tokio     | trampolina 3 m synchronicznie          | 444.36 | srebro  |
| Igrzyska olimpijskie          | 2024 | Paryż     | trampolina 3 m indywidualnie           | 407.65 | 15.     |
| Mistrzostwa świata w pływaniu | 2017 | Budapeszt | wieża 10 m synchronicznie mikstów      | 300.12 | 10.     |
| Mistrzostwa świata w pływaniu | 2019 | Gwangju   | trampolina 3 m synchronicznie mężczyzn | 388.08 | 8.      |
| Mistrzostwa świata w pływaniu | 2019 | Gwangju   | konkurs drużynowy                      | 357.60 | brąz    |
| Mistrzostwa świata w pływaniu | 2023 | Fukuoka   | trampolina 3 m indywidualnie           | 448.00 | 4.      |
| Mistrzostwa świata w pływaniu | 2024 | Doha      | trampolina 3 m synchronicznie          | 351.18 | 9.      |
| Igrzyska panamerykańskie      | 2019 | Lima      | trampolina 1 m indywidualnie           | 411.25 | brąz    |
| Igrzyska panamerykańskie      | 2019 | Lima      | trampolina 3 m indywidualnie           | 431.85 | 6.      |
| Igrzyska panamerykańskie      | 2019 | Lima      | trampolina 3 m synchronicznie mężczyzn | 404.13 | brąz    |